# Rymszyszki (rejon solecznicki)
Rymszyszki (lit. Rimšiškės) − wieś na Litwie, w gminie rejonowej Soleczniki, 5 km na północny wschód od Kamionki, zamieszkana przez 15 ludzi. Przed II wojną światową w Polsce, w powiecie wileńsko-trockim województwa wileńskiego.